# Ново Село (Врапчиште)
Ново Село (мкд. Ново Село) је насеље у Северној Македонији, у северозападном делу државе. Ново Село припада општини Врапчиште.

## Географија
Насеље Ново Село је смештено у северозападном делу Северне Македоније. Од најближег већег града, Гостивара 6 km северозападно.
Ново Село се налази у горњем делу историјске области Полог. Насеље је положено на брдима западно од Полошког поља. Источно од насеља пружа се поље, а западно се издиже главно било Шар-планине. Надморска висина насеља је приближно 850 метара.
Клима у Ново Селу је планинска због знатне надморске висине.

## Историја
По народном предању у месту маса становништва се иселила за Време Велике сеобе Срба под вођством патријарха Чарнојевића у Аустрију. У месту је током средњег века било 300 домова са две православне богомоље, од којих је једна припадала манастиру Св. Јовану. Становници су се задржали у Панчеву и Ковину, а део њих у Сремским Карловцима где су однели иконе манастирске цркве. Турци су током ратних година у 17. веку уништили старо село са манастиром.

## Становништво
Ново Село је према последњем попису из 2002. године имало 19 становника.
Претежно становништво у насељу су етнички Македонци (100%).
Већинска вероисповест је православље.